# Innenstadt-West
Innenstadt-West, Dortmund-Innenstadt-West – okręg administracyjny (Stadtbezirk) w Dortmundzie, w kraju związkowym Nadrenia Północna-Westfalia. Liczy 51 522 mieszkańców (31 grudnia 2012) i ma powierzchnię 13,76 km².

## Dzielnice
Okręg składa się z czterech dzielnic (Stadtteil):
1. City
2. Dorstfeld
3. Dorstfelder Brücke
4. Westfalenhalle